# بيتر والش (رجل أعمال)
بيتر والش (بالإنجليزية: Peter Walsh)‏ هو شخصية أعمال أسترالي وأمريكي، ولد في 1956.

## وصلات خارجية
- بيتر والش على موقع IMDb (الإنجليزية)
- بيتر والش على موقع قاعدة بيانات الفيلم (الإنجليزية)
- بيتر والش على موقع كينوبويسك (الروسية)